# Ray Heindorf
Ray Heindorf (25 de agosto de 1908 – 3 de fevereiro de 1980) é um compositor estadunidense. Venceu o Oscar de melhor trilha sonora em três ocasiões: por Yankee Doodle Dandy, This Is the Army e The Music Man.